# Ober-Ostern
Ober-Ostern ist ein Ortsteil der Gemeinde Reichelsheim im südhessischen Odenwaldkreis.

## Geographie
Ein offenes Dorf mit loser Häuseranordnung, liegt Ober-Ostern im Granitgebiet des Odenwaldes, ca. 10,5 km westlich von Erbach und vier Kilometer südlich der Kerngemeinde Reichelsheims. Der Ort liegt innerhalb des Geo-Naturpark Bergstraße-Odenwald in Ostertal. Von der 572,9 Hektar umfassenden Gemarkung Ober-Ostern sind 204 Hektar bewaldet.
An Ober-Ostern grenzen, von Norden beginnend, im Uhrzeigersinn, die Reichelsheimer Ortsteile Unter-Ostern, Erzbach, Weschnitz der Gemeinde Fürth i. Odw. und Gumpen. Durch Ober-Ostern verläuft die Kreisstraße 52, die die Landesstraße 3105 südlich von Unter-Ostern mit der B 460 in Weschnitz verbindet.
Ober-Ostern und Unter-Ostern liegen im Tal des Osterbachs, der als rechter, östlicher Quellbach zusammen mit dem Mergbach die Gersprenz bildet. Dabei befindet sich Ober-Ostern oberhalb der Einmündung des Erzbachs, den der Osterbach etwa auf seiner halben Länge von Südosten aufnimmt. Naturräumlich liegt das Tal im Vorderen Odenwald, dem aus kristallinem Gestein mit kleinteilig strukturiertem Oberflächenrelief gebildeten Teil des Odenwalds.
Der Ort besteht in der historischen Bausubstanz aus relativ gleichmäßig im Tal verstreuten Bauernhöfen. In der verkehrsgünstigen Lage am Südrand der Gemarkung nahe der Bundesstraße 460 ist daneben noch einige Wohnbebauung entstanden, die an die Ortslage von Weschnitz unmittelbar angrenzt.

## Geschichte

### Ortsgeschichte
Die älteste erhalten gebliebene Namensform Osterenaha ist für das Jahr 880 urkundlich bezeugt und meint einen nach Osten fließenden Bach. Die nächste Erwähnung als Obern Osterna datiert von 1321. 
Seit 1398 sind die Schenken von Erbach mit Rechten an dem Dorf Osterna belehnt. Die Erwähnung eines Stein-(Bergwerks)-Zehnten lässt auf Erträge aus dem Bergbau schließen. Bis in die 1920er Jahre wurde Schwerspat abgebaut. 
Ober-Ostern gehörte zum Amt Reichenberg der Grafschaft Erbach, die 1806 zum Großherzogtum Hessen kam. Ab 1822 gehörte Ober-Ostern zum Landratsbezirk Erbach, ab 1852 zum Kreis Lindenfels, ab 1874 zum Kreis Erbach (ab 1939: „Landkreis Erbach“), der – mit leichten Grenzberichtigungen – seit 1972 Odenwaldkreis heißt. 
Hessische Gebietsreform (1970–1977)
Zum 31. Dezember 1971 wurde die bis dahin selbständige Gemeinde Ober-Ostern zeitgleich mit vier weiteren Gemeinden im Zuge der Gebietsreform in Hessen auf freiwilliger Basis in die Gemeinde Reichelsheim i. Odw. eingegliedert. Für Ober-Ostern, sowie für die meisten im Zuge der Gebietsreform nach Reichelsheim eingegliederten Gemeinden, wurde ein Ortsbezirk gebildet.

### Gerichte
Nach Auflösung des Amtes Erbach 1822 nahm die erstinstanzliche Rechtsprechung für Ober-Ostern das Landgericht Michelstadt wahr, ab 1853 das Landgericht Fürth und ab 1879 das Amtsgericht Fürth, ab 1904 das Amtsgericht Reichelsheim und nach dessen Auflösung 1968 erneut das Amtsgericht Fürth.

### Verwaltungsgeschichte im Überblick
Die folgende Liste zeigt die Staaten und Verwaltungseinheiten, denen Ober-Ostern angehört(e):
- vor 1718: Heiliges Römisches Reich, Grafschaft Erbach, Amt Reichenberg
- ab 1718: Heiliges Römisches Reich, Grafschaft Erbach-Erbach, Anteil an der Grafschaft Erbach, Amt Reichenberg
- ab 1806: Großherzogtum Hessen (Souveränitätslande),[Anm. 2] Fürstentum Starkenburg, Amt Reichenberg (Standesherrschaft Erbach)
- ab 1815: Großherzogtum Hessen (Souveränitätslande), Provinz Starkenburg, Amt Reichenberg
- ab 1822: Großherzogtum Hessen, Provinz Starkenburg, Landratsbezirk Erbach[Anm. 3]
- ab 1848: Großherzogtum Hessen, Regierungsbezirk Erbach
- ab 1852: Großherzogtum Hessen, Provinz Starkenburg, Kreis Lindenfels
- ab 1871: Deutsches Reich,[Anm. 4] Großherzogtum Hessen, Provinz Starkenburg, Kreis Erbach
- ab 1874: Deutsches Reich, Großherzogtum Hessen, Provinz Starkenburg, Kreis Erbach
- ab 1918: Deutsches Reich, Volksstaat Hessen,[Anm. 5] Provinz Starkenburg, Kreis Erbach
- ab 1938: Deutsches Reich, Volksstaat Hessen, Landkreis Erbach[9][Anm. 6]
- ab 1945: Deutsches Reich, Amerikanische Besatzungszone,[Anm. 7] Groß-Hessen, Regierungsbezirk Darmstadt, Landkreis Erbach
- ab 1946: Deutsches Reich, Amerikanische Besatzungszone, Hessen, Regierungsbezirk Darmstadt, Landkreis Erbach
- ab 1949: Bundesrepublik Deutschland, Hessen, Regierungsbezirk Darmstadt, Landkreis Erbach
- ab 1972: Bundesrepublik Deutschland, Regierungsbezirk Darmstadt, Odenwaldkreis, Gemeinde Reichelsheim

## Bevölkerung

### Einwohnerstruktur 2011
Nach den Erhebungen des Zensus 2011 lebten am Stichtag, dem 9. Mai 2011, in Ober-Ostern 402 Einwohner. Darunter waren 15 (3,7 %) Ausländer. Nach dem Lebensalter waren 72 Einwohner unter 18 Jahren, 144 zwischen 18 und 49, 75 zwischen 50 und 64 und 108 Einwohner waren älter. Die Einwohner lebten in 135 Haushalten. Davon waren 30 Singlehaushalte, 45 Paare ohne Kinder und 51 Paare mit Kindern, sowie 9 Alleinerziehende und keine Wohngemeinschaften. In 27 Haushalten lebten ausschließlich Senioren und in 87 Haushaltungen lebten keine Senioren.

### Einwohnerentwicklung
| Ober-Ostern: Einwohnerzahlen von 1829 bis 2011 | Ober-Ostern: Einwohnerzahlen von 1829 bis 2011 | Ober-Ostern: Einwohnerzahlen von 1829 bis 2011 | Ober-Ostern: Einwohnerzahlen von 1829 bis 2011 | Ober-Ostern: Einwohnerzahlen von 1829 bis 2011 |
| --- | ---------------------------------------------- | ---------------------------------------------- | ---------------------------------------------- | ---------------------------------------------- |
| Jahr |                                                |                                                |                                                | Einwohner                                      |
| 1829 | 1829                                           |                                                | 347                                            | 347                                            |
| 1834 | 1834                                           |                                                | 388                                            | 388                                            |
| 1840 | 1840                                           |                                                | 388                                            | 388                                            |
| 1846 | 1846                                           |                                                | 426                                            | 426                                            |
| 1852 | 1852                                           |                                                | 485                                            | 485                                            |
| 1858 | 1858                                           |                                                | 481                                            | 481                                            |
| 1864 | 1864                                           |                                                | 467                                            | 467                                            |
| 1871 | 1871                                           |                                                | 462                                            | 462                                            |
| 1875 | 1875                                           |                                                | 433                                            | 433                                            |
| 1885 | 1885                                           |                                                | 472                                            | 472                                            |
| 1895 | 1895                                           |                                                | 442                                            | 442                                            |
| 1905 | 1905                                           |                                                | 396                                            | 396                                            |
| 1910 | 1910                                           |                                                | 368                                            | 368                                            |
| 1925 | 1925                                           |                                                | 350                                            | 350                                            |
| 1939 | 1939                                           |                                                | 360                                            | 360                                            |
| 1946 | 1946                                           |                                                | 419                                            | 419                                            |
| 1950 | 1950                                           |                                                | 392                                            | 392                                            |
| 1956 | 1956                                           |                                                | 344                                            | 344                                            |
| 1961 | 1961                                           |                                                | 313                                            | 313                                            |
| 1967 | 1967                                           |                                                | 333                                            | 333                                            |
| 1970 | 1970                                           |                                                | 332                                            | 332                                            |
| 1980 | 1980                                           |                                                | ?                                              | ?                                              |
| 1990 | 1990                                           |                                                | ?                                              | ?                                              |
| 2000 | 2000                                           |                                                | ?                                              | ?                                              |
| 2011 | 2011                                           |                                                | 402                                            | 402                                            |
| Datenquelle: Historisches Gemeindeverzeichnis für Hessen: Die Bevölkerung der Gemeinden 1834 bis 1967. Wiesbaden: Hessisches Statistisches Landesamt, 1968. Weitere Quellen: LAGIS; Zensus 2011 |                                                |                                                |                                                |                                                |

### Historische Religionszugehörigkeit
- 1961: 250 evangelische (= 79,87 %), 27 katholische (= 8,63 %) Einwohner[3]

## Politik
Ortsbeirat
Für Ober-Ostern besteht ein Ortsbezirk (Gebiete der ehemaligen Gemeinde Ober-Ostern) mit Ortsbeirat und Ortsvorsteher, nach Maßgabe der §§ 81 und 82 HGO und des Kommunalwahlgesetzes in der jeweils gültigen Fassung gebildet. Der Ortsbeirat besteht aus fünf Mitgliedern. Bei den Kommunalwahlen in Hessen 2021 betrug die Wahlbeteiligung zum Ortsbeirat Ober-Ostern 52,09 %. Dabei wurden gewählt: ein Mitglied der SPD und vier Mitglieder der Gemeinschaftsliste „CDU und Reichenbacher Wählergemeinschaft“ (CDU-RWG). Der Ortsbeirat wählte Willi Falter (CDU-RWG) zum Ortsvorsteher.

## Kultur und Sehenswürdigkeiten

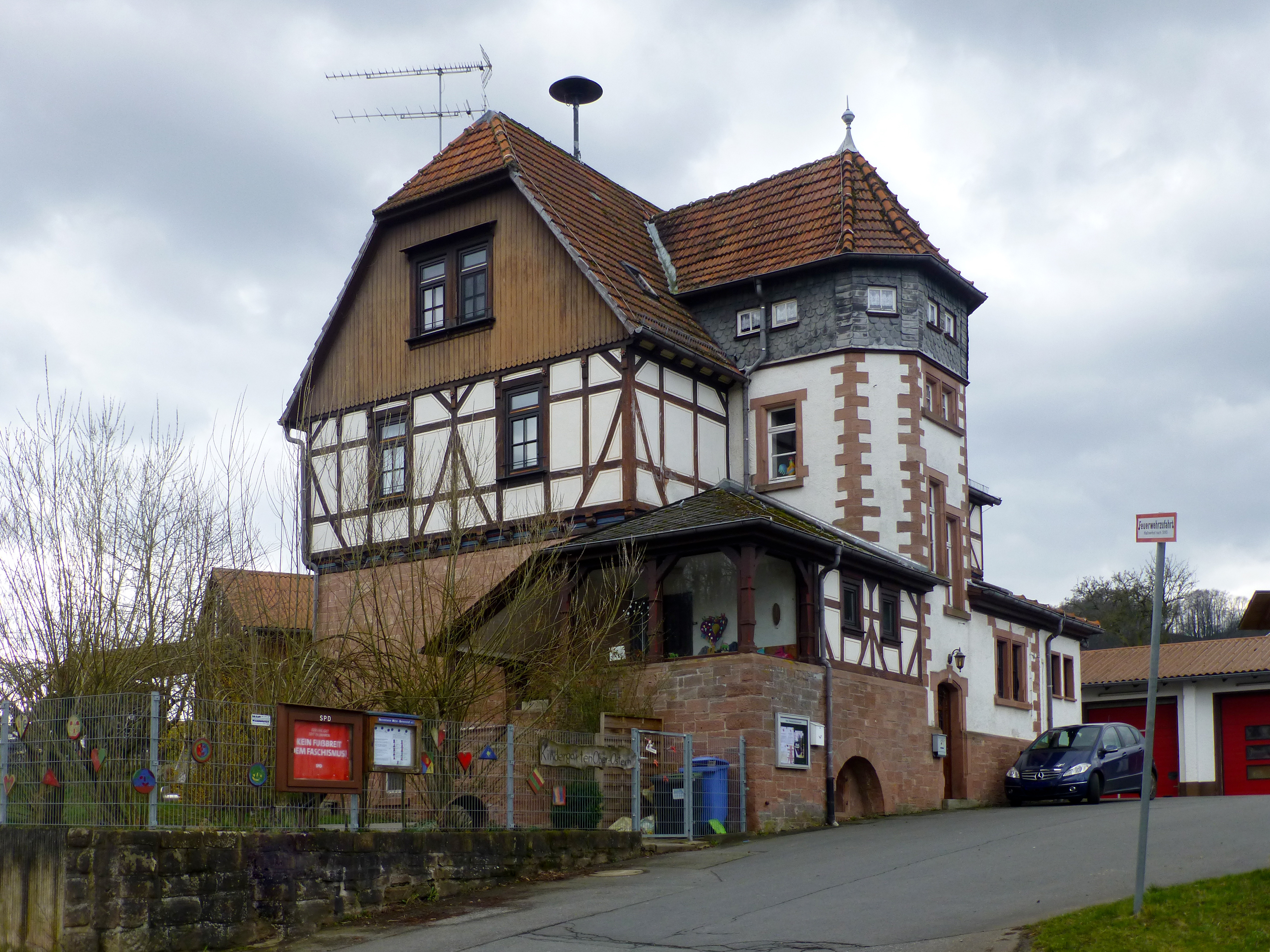
Ehemalige Schule

Als ortsbildprägendes Kulturdenkmal steht die jetzt als Kindergarten genutzte Alte Schule in der Mitte des Orts, ein im Jahr 1900 im Stil einer Villa errichtetes Fachwerkgebäude mit Untergeschoss aus Sandsteinquadern.
Es gibt drei Gaststätten und vier Vereine (Freiwillige Feuerwehr, Gesangverein, den Kastelruther-Spatzen-Fanclub Ostertal und die Theatergruppe Noachtwäwwere). Des Weiteren gibt es eine Kelterei, ein Alten- und Seniorenheim, ein Autohaus und einen Wohnmobilhersteller als Arbeitgeber im Dorf, sowie mehrere Landwirte.
Regelmäßige Veranstaltungen sind jeweils im ersten Wochenende im September Kirchweih (Hawwerkerb) und an Ostern der Ostermarkt mit dem größten Osterhasen-Hampelmann der Welt (Guinness-Buch der Rekorde).
Im Zuge der Schaffung eines von der UNESCO unterstützten Geoparks im Odenwald rund um Reichelsheim wurden an vielen Stellen Tafeln zur Erklärung der lokalen Geologie aufgestellt (siehe bergbaukundlicher Wanderweg Rohrbach-Bockenrod). Auch wurde in Ober-Ostern ein Stollen, der früher zum Versuchsabbau von Schwerspat (Baryt) angelegt worden war, der Öffentlichkeit unter fachkundiger Führung zugänglich gemacht.

## Verkehr
Ober-Ostern wird für den überörtlichen Verkehr durch die Kreisstraße K 52 erschlossen, die als Ostertalstraße am Ortsende von Unter-Ostern von der Landesstraße L 3105 abzweigt und kurz hinter der Kreisgrenze zum Landkreis Bergstraße in Weschnitz in die als Siegfriedstraße bekannte Bundesstraße 460 einmündet.

## Persönlichkeiten
- Johann Peter Arras (* 5. November 1870 in Ober-Ostern; † 30. Juni 1939 ebenda), hessischer Politiker (HBB) und Abgeordneter des Landtags des Volksstaates Hessen in der Weimarer Republik.